# خرم دستگیر خان
خرم دستگیر خان (اردو: خرم دستگیر خان؛ زادهٔ ۳ اوت ۱۹۷۰) سیاست‌مدار اهل پاکستان است. وی از سال ۲۰۱۴ تا ۲۰۱۷ وزیر تجارت پاکستان، از سال ۲۰۱۷ تا ۲۰۱۸ وزیر دفاع پاکستان و از ۱۱ مه تا ۳۱ مه ۲۰۱۸ وزیر امور خارجه پاکستان بوده‌است. 